# Sportplatz Pottenau
Der Sportplatz Pottenau, auch bekannt als Arminia-Sportplatz, war ein Fußballstadion in Bielefeld. Von 1910 bis 1926 trug Arminia Bielefeld dort seine Heimspiele aus.

## Lage
Der Sportplatz befand sich in der nordöstlichen Innenstadt zwischen der heutigen Eckendorfer Straße und dem inzwischen stillgelegten Containerbahnhof Bielefeld Ost. Nördlich des Sportplatzes liegt der Nicolaifriedhof. Der Platz lag in einer Niederung und neigte zur Verschlammung. Oberhalb des Spielfeldes lag ein Bahndamm, den viele Besucher aufsuchten, um die Spiele zu sehen, ohne Eintritt zahlen zu müssen.

## Geschichte
Im Jahre 1909 musste der Verein seinen bisherigen Sportplatz an der Kaiserstraße, der heutigen August-Bebel-Straße, aufgeben. Die Stadt hatte das Gelände beschlagnahmt, weil eine Molkerei und der Haushaltsverein dort bauen wollten. Das junge Vereinsmitglied Otto Brune, der damals für Arminias Schülermannschaft spielte, überredete seinen Vater, dem Verein gegen einen Pachtzins ein Gelände an der Pottenau zur Verfügung zu stellen. Der neue Platz wurde mit einem Freundschaftsspiel gegen den Essener Turnerbund eröffnet. Zwar verloren die Bielefelder mit 1:4, freuten sich aber über eine Tageseinnahme in Höhe von 216,50 Reichsmark.
Die Arminia war auf ihrem neuen Platz sehr erfolgreich und blieb ganze Spielzeiten zu Hause ungeschlagen. In den Endrundenspielen um die westdeutsche Meisterschaft spielten die Bielefelder mindestens zweimal an der Pottenau. 1925 wurde der Rheydter SV mit 6:0 geschlagen. Ein Jahr später setzte sich die Arminia mit 5:4 gegen die Sportfreunde Siegen durch. Die Endrundenspiele um die deutsche Meisterschaft wurden auf neutralen Plätzen ausgetragen. Weitere Höhepunkte an der Pottenau waren Freundschaftsspiele gegen Rapid Wien oder Sparta Prag. 1926 wurde der Sportplatz aufgegeben und der Verein bezog das Stadion Alm.